# Sidtenga
Sidtenga est une commune rurale située dans le département de Béré de la province du Zoundwéogo dans la région du Centre-Sud au Burkina Faso.

## Géographie
Sidtenga est situé à environ 6 km à l'est de Béré.

## Santé et éducation
Sidtenga accueille un centre de santé et de promotion sociale (CSPS) tandis que le centre médical (CMA) le plus proche se trouve à Manga.